# Werner von Moltke
Werner von Moltke   (Mühlhausen, 24 de maig de 1936 - Nieder-Olm, 29 de juliol de 2019) fou un atleta alemany, especialista en el decatló, que va competir sota bandera de la República Federal Alemanya durant les dècades de 1950 i 1960.
En el seu palmarès destaquen dues medalles en la prova del decatló del Campionat d'Europa d'atletisme, de plata el 1962, i d'or el 1966. També guanyà dos campionats nacionals de l'Alemanya Occidental, el 1958 i el 1968 i millorà el rècord nacional en dues ocasions. De 1989 al 1997 va ser vicepresident de la Federació Alemanya d'Atletisme, i del 1997 al 2012 president de la Federació Alemanya de Voleibol.
El 1968 va prendre part en els Jocs Olímpics d'Estiu de Ciutat de Mèxic, on es va veure obligat a abandonar la prova del decatló del programa d'atletisme després de la segona prova.

## Millors marques
- Decatló. 7.849 punts (1966)[6]